# 111 Tauri
111 Tauri (111 Tau / HD 35296 / HR 1780 / Gliese  02) es una estrella en la constelación de Tauro de magnitud aparente +5,00 que se encuentra a 47,8 años luz del sistema solar. Forma parte del grupo de las Híades asociado con el cúmulo del mismo nombre. Comparte movimiento propio con HD 35171, visualmente a 707 segundos de arco.
111 Tauri es una estrella blanca-amarilla de tipo espectral F8V con una temperatura efectiva de 6165 K. Tiene un radio un 30 % más grande que el radio solar y es un 17 % más masiva que el Sol. Consecuentemente, su luminosidad es 1,86 veces mayor que la luminosidad solar. Su velocidad de rotación es de al menos 15,9 km/s, lo que implica un período de rotación igual o inferior a 4,09 días. Posee una abundancia relativa de hierro ligeramente superior a la del Sol, si bien su contenido de litio es desusadamente elevado.
La edad de 111 Tauri es motivo de controversia; dependiendo de la fuente consultada, su edad aproximada puede ser de 3760, 1700 o únicamente 300 millones de años.
111 Tauri, por sus características y proximidad, se encuentra entre las objetivos prioritarios del proyecto Terrestrial Planet Finder para la búsqueda de planetas terrestres.